# Wladimir Michailowitsch Kreiter
Wladimir Michailowitsch Kreiter (russisch Владимир Михайлович Крейтер; * 12. Oktoberjul. / 24. Oktober 1897greg. in Kusnezk-Sibirski; † 31. Dezember 1966 in Moskau) war ein russisch-sowjetischer Geologe und Hochschullehrer.

## Leben
Kreiters Eltern waren der Lehrer Michail Iljitsch Kreiter und die Bauerstochter Ljudmila Sergejewna geborene Semjonowa. Nach dem Abschluss an der Realschule Barnaul 1915 im Ersten Weltkrieg begann Kreiter das Studium am Petrograder Bergbau-Institut in der Fakultät für Geologie und Prospektion. Im Juli 1916 wurde er zur Kaiserlich Russischen Armee einberufen und auf die Militärschule Odessa geschickt. Im Februar 1917 kam er im 24. Sibirischen Schützenregiment zum Einsatz. Dann wurde er schwer verwundet.
Nach dem Krieg und der Oktoberrevolution wurde er 1920 zurück zum Studium am Bergbau-Institut geschickt. 1921 begann er als Landvermesser im Ural zu arbeiten. 1923 arbeitete er im Steinkohle-Trust. 1925 war er Vorarbeiter der Tschekur-Kojasch-Prospektionsgruppe und 1926 Chef der Osttransbaikalischen Prospektionsgruppe. 1928 schloss er am nun Leningrader Bergbau-Institut das Studium ab und wurde Senior-Geologe des Geologie-Komitees des Obersten Rats für Volkswirtschaft. 1929 wurde er in die USA und nach Mexiko geschickt, um die dortigen Prospektionsmethoden und Rohstoff-Lagerstätten kennenzulernen. Nach der Rückkehr 1930 arbeitete er im Geologie-Komitee und im Prospektionstrust Sojusgeoraswedka.
1932 richtete Kreiter im Moskauer Institut für Geologie und Prospektion (MGRI) den Lehrstuhl für Rohstofflagerstätten und Prospektions- und Explorationsmethodik ein und leitete ihn dann. Ebenso organisierte er 1935 am Moskauer Institut für Buntmetalle und Gold einen Lehrstuhl für Bergbaugeologie und lehrte dort. 1936–1937 untersuchte er die Kadscharan-Kupfer-Molybdän-Lagerstätte. 1940 verteidigte er am MGRI mit Erfolg seine Dissertation über Prospektion von Rohstofflägerstätten für die Promotion zum Doktor der geologisch-mineralogischen Wissenschaften.
Während des Deutsch-Sowjetischen Krieges war Kreiter in Usbekistan evakuiert und lehrte am Taschkenter Polytechnischen Institut. 1945 kehrte er nach Moskau zurück und wurde zu Erkundungen nach Deutschland in die Sowjetische Besatzungszone geschickt. Dann leitete er wieder den  Lehrstuhl für Rohstofflagerstätten und Prospektions- und Explorationsmethodik des MGRI.
Am 21. Mai 1949 wurde Kreiter aufgrund einer Denunziation der Prawda-Korrespondentin A. F. Schestakowa verhaftet im Zusammenhang mit dem Krasnojarsker Geologen-Prozess wie auch Alexei Alexandrowitsch Balandin, Iossif Fjodorowitsch Grigorjew, Michail Petrowitsch Russakow, Alexander Grigorjewitsch Wologdin, Michail Michailowitsch Tetjajew, Wladimir Klimentjewitsch Kotulski, Jakow Samoilowitsch Edelstein, Lew Iossifowitsch Schamanski, Wjatscheslaw Wjatscheslawowitsch Bogazki, Alexander Jakowlewitsch Bulynnikow, Igor Wladimirowitsch Lutschizki, Jewgeni Ossipowitsch Pogrebizki, Boris Fjodorowitsch Speranski, Wenedikt Andrejewitsch Chachlow, Felix Nikolajewitsch Schachow und weitere Geologen. Nach 8 Monaten Einzelhaft im Lefortowo-Gefängnis wurde Kreiter nach Artikel 58 des Strafgesetzbuches der RSFSR wegen Sabotage bei der Suche nach Uranvorkommen in Sibirien zu 25 Jahren Lagerhaft verurteilt. Seine Frau Dina Samoilowna Kreiter, die er während ihrer Aspirantur bei ihm 1938 geheiratet hatte und mit der er 1939 seine Tochter Irina bekommen hatte, wurde arbeitslos, bohrte nach einem Jahr Brunnen auf Schweinezuchthöfen und konnte erst nach drei Jahren wieder in ihrem Beruf arbeiten. Sie konnte ihren Mann zweimal im Lager besuchen. Die Familie wurde von der Familie des Geologen W. N. Nikolajew unterstützt. Während seiner Haft arbeitete Kreiter als Geologe in Jenisseistroi-Prospektierungsgruppen, hielt Vorträge und war als Berater tätig. 1953 kam er nach einem Schlaganfall ins Lagerkrankenhaus, das er dann mit eingeschränkter Beweglichkeit verließ. Nach Stalins Tod wurden die Urteile wegen fehlender Beweise 1954 aufgehoben und alle Verurteilten rehabilitiert.
Kreiter kehrte an das Moskauer Institut für Buntmetalle und Gold zurück und lehrte dort bis zu seinem Tode, während sein früherer Lehrstuhl im MGRI nun von Alexander Andrejewitsch Jakschin reaktiviert wurde. 1955 schloss Kreiter die Arbeit an seinem Buch über die Strukturen von Erzlagerstätten ab, dessen wesentliche Teile 1948 entstanden waren. 1957 wurde er nach China geschickt, um Vorlesungen zu halten und Bücher auf Chinesisch veröffentlichen zu lassen. 1962 organisierte er an der Lumumba-Universität der Völkerfreundschaft in der Ingenieursfakultät den Lehrstuhl für Rohstofflagerstätten und Prospektion und leitete ihn dann.
Kreiter wurde auf dem Wwedenskoje-Friedhof begraben. Seine Witwe Dina Samoilowna Kreiter starb 1988.
Kreiters Namen tragen die Chromit-Lagerstätte im Sudan und der Lehrstuhl für Rohstofflagerstätten und Prospektion der Lumumba-Universität.

## Ehrungen
- Verdienter Wissenschaftler und Techniker der RSFSR (1964)